# Без истерики!
«Без истерики!» (англ. Hysteria) — художественный фильм, снятый в 2011 году. Совместное производство Великобритании, Германии, Франции и Люксембурга.

## Сюжет
Действие фильма происходит в Англии в 1880 году. Молодой начинающий врач Мортимер Грэнвил пытается найти своё место в жизни и в большом городе. Нигде он не может проработать достаточно долго, врачи старой школы не готовы принять новые взгляды на природу болезней, насмехаясь над его теоретизированием о микробах как причине болезни и считая кровопускание единственным эффективным средством от всех недугов.
Наконец, Мортимеру улыбается удача. Его берёт ассистентом известный в Лондоне доктор Далримпл, прославившийся изобретённым им методом лечения истерии — недуга, от которого страдают многие женщины. С приходом молодого врача пациенток у Далрипмла становится ещё больше. Он начинает присматриваться к своему помощнику, примеряет на него роль партнёра, преемника и даже зятя, поощряя увлечение Мортимера своей младшей дочерью.
С помощью своего друга Эдмунда, который интересуется новейшими достижениями физики и очень увлекается электротехникой, Мортимер изобретает специальный электрический вибромассажёр для женщин, страдающих припадками истерии. Интимный массажёр приобрёл необычайную популярность среди женщин. Мортимер Грэнвил разбогател, его изобретение продолжает использоваться и сегодня.

## В ролях
- Хью Дэнси — доктор Мортимер Грэнвил
- Джонатан Прайс — доктор Роберт Далримпл
- Мэгги Джилленхол — Шарлотта Далримпл, старшая дочь доктора
- Фелисити Джонс — Эмили Далримпл, младшая дочь доктора
- Руперт Эверетт — лорд Эдмунд, друг Мортимера, сын воспитавших его опекунов
- Анна Чэнселлор — миссис Беллами
- Доминик Борелли
- Эшли Дженсен — Фанни
- Шеридан Смит — Молли, служанка доктора Далримпла
- Джемма Джонс — леди Сент-Джон-Смит
- Малколм Ренни — лорд Иоанн-Смит
- Ким Крисуэлл — миссис Кастеллари
- Джорджи Глен — миссис Парсонс
- Элизабет Йоханнесдоттир — миссис Пирс
- Линда Вудхолл — медсестра Смолли
- Кимберли Селби — леди Уитон
- Лейла Шаус — Тесс
- Тобайас Мензис — мистер Сквайерс
- Сильвия Стрэндж — королева Виктория

## Критика
Фильм получил смешанные отзывы.
На сайте Metacritic картина набрала 53 балла из 100, на основе 33 отзывов.
На сайте Rotten Tomatoes фильм имеет рейтинг 59 %, что основано на 133 рецензиях критиков, со средним баллом 5.8 из 10. Критический консенсус сайта гласит: «У „Без истерики!“ есть забавная ведущая тема, но её заигрывающий, смутно-саркастический тон не приносит фильму никакой пользы».